# Christian Norberg-Schulz
Pour les articles homonymes, voir Norberg (homonymie) et Schulz.
Christian Norberg-Schulz, né le 23 mai 1926, à Oslo, décédé le 28 mars 2000, à Oslo, était un architecte, historien et théoricien de l'architecture. Il est le père de la chanteuse Elizabeth Norberg-Schulz. Il a obtenu un diplôme en architecture à l'École polytechnique de Zurich (ETH Zürich), en Suisse, en 1949. Il a également étudié l'histoire de l'architecture à l'Université Harvard et à Rome, obtenant un doctorat honoris causa à Hanovre. À partir de 1966, il est professeur à la faculté d'architecture d'Oslo. 
Il parvint, à partir d'une synthèse des anciennes théories de l'architecture et des sciences sociales, vivifiée par une phénoménologie réaliste tirée de Martin Heidegger, à dégager une anthropologie cohérente qui dépasse l'anhistoricisme du Bauhaus sans tomber dans les défauts du structuralisme. Son œuvre constitue l'une des plus importantes contributions théoriques au postmodernisme en architecture, bien qu'il ne l'ait pas revendiqué.

## Œuvres publiées en français
- Système logique de l’architecture, Bruxelles, Mardaga, 1974, 304 p. (ISBN 2-87009-052-8, lire en ligne)
- La Signification dans l’architecture occidentale, Bruxelles, Mardaga, 1977 (ISBN 2-87009-077-3)
- Architecture baroque et classique  (trad. de l'anglais), Paris, Berger-Levrault, 1979, 409 p. (ISBN 2-7013-0317-6)
- Habiter. Vers une architecture figurative, 1985
- L’Art du lieu. Architecture et paysage, permanence et mutations  (trad. de l'italien), Paris, Le Moniteur, 1997, 312 p. (ISBN 2-281-19096-X)
- Genius loci : paysage, ambiance, architecture, Bruxelles, Mardaga, 1981, 213 p. (ISBN 2-87009-651-8, lire en ligne)